# Jack Wilshere
Jack Andrew Garry Wilshere (pronunție în engleză [ˈwɪlʃər]; n. 1 ianuarie 1992, Stevenage, Anglia, Regatul Unit) este un fotbalist britanic retras din activitate, care a jucat pe post de mijlocaș la echipe ca Arsenal, West Ham și Bournemouth. Pe plan internațional, are prezențe la națională pentru Anglia U16⁠(d), Anglia U17⁠(d), Anglia U19⁠(d), Anglia U-21⁠(d) și Anglia. După încheierea carierei, a devenit antrenor, și antrenează în prezent pe Norwich City FC.
Wilshere a crescut la academia lui Arsenal și a debutat la prima echipă în 2008, devenind cel mai tânăr debutant al lui Arsenal în campionat la vârsta de 16 ani și 256 de zile. Fotbalistul englez a câștigat, printre altele, premiul pentru tânărul jucător al anului în sezonul 2010-2011, premiu care se acordă anual celui mai bun fotbalist sub 23 de ani din fotbalul englez.
Wilshere a jucat pentru echipele de tineret U16, U17, U19 și U21 ale Angliei. Și-a făcut debutul pentru echipa de seniori a Angliei împotriva Ungariei la vârsta de 18 ani și 222 de zile, fiind astfel al zecelea cel mai tânăr debutant din istoria Angliei.

## Statistici carieră

### Club
La 22 February 2014.
| Club                    | Sezon         | Campionat | Campionat | FA Cup  | FA Cup | League Cup | League Cup | Europa  | Europa | Total   | Total  |
| Club                    | Sezon         | Meciuri   | Goluri    | Meciuri | Goluri | Meciuri    | Goluri     | Meciuri | Goluri | Meciuri | Goluri |
| ----------------------- | ------------- | --------- | --------- | ------- | ------ | ---------- | ---------- | ------- | ------ | ------- | ------ |
| Arsenal                 | 2008–09       | 1         | 0         | 2       | 0      | 3          | 1          | 2       | 0      | 8       | 1      |
| Arsenal                 | 2009–10       | 1         | 0         | 1       | 0      | 2          | 0          | 3       | 0      | 7       | 0      |
| Bolton Wanderers (loan) | 2009–10       | 14        | 1         | 0       | 0      | 0          | 0          | —       | —      | 14      | 1      |
| Bolton Wanderers (loan) | Total         | 14        | 1         | 0       | 0      | 0          | 0          | —       | —      | 14      | 1      |
| Arsenal                 | 2010–11       | 35        | 1         | 2       | 0      | 5          | 0          | 7       | 1      | 49      | 2      |
| Arsenal                 | 2011–12       | 0         | 0         | 0       | 0      | 0          | 0          | 0       | 0      | 0       | 0      |
| Arsenal                 | 2012–13       | 25        | 0         | 4       | 1      | 1          | 0          | 3       | 1      | 33      | 2      |
| Arsenal                 | 2013–14       | 22        | 3         | 2       | 0      | 1          | 0          | 7       | 2      | 32      | 5      |
| Arsenal                 | Total         | 84        | 4         | 11      | 1      | 12         | 1          | 22      | 4      | 129     | 10     |
| Total carieră           | Total carieră | 98        | 5         | 10      | 1      | 12         | 1          | 22      | 4      | 143     | 11     |

### Internațional
La 19 November 2013.
| Echipa națională | Club    | An    | Meciuri | Goluri |
| ---------------- | ------- | ----- | ------- | ------ |
| Anglia           | Arsenal | 2010  | 1       | 0      |
| Anglia           | Arsenal | 2011  | 4       | 0      |
| Anglia           | Arsenal | 2012  | 1       | 0      |
| Anglia           | Arsenal | 2013  | 8       | 0      |
| Total            | Total   | Total | 14      | 0      |

## Palmares

### Arsenal
- Premier Academy League (1): 2008–09
- FA Youth Cup (1): 2008–09

### Internațional
- Victory Shield (2): 2006, 2007

### Individual
- PFA Young Player of the Year (1): 2010–11
- PFA Premier League Team of the Year (1): 2010–11
- Arsenal Player of the Season (1): 2010–11
- BBC Goal of the Month (1): October 2013